# Maianthemum mexicanum
Maianthemum mexicanum là một loài thực vật có hoa trong họ Măng tây. Loài này được García Arév. mô tả khoa học đầu tiên năm 1992.